# Idaea nepticulata
Idaea nepticulata är en fjärilsart som beskrevs av W. Warren 1904. Idaea nepticulata ingår i släktet Idaea och familjen mätare. Inga underarter finns listade i Catalogue of Life.